# Celosieae
Celosieae, tribus štirovki, dio potporodice Amaranthoideae kojemu pripada pet rodova.
Tipični rod je Celosia sa 43 vrsta jednogodišnjeg raslinja i trajnica iz Afrike, dijelova Azije (Indija, Arapski poluotok) i Južne i Srednje Amerike.

## Rodovi i broj vrsta
1. Deeringia R. Br. (10 spp.)
2. Pleuropetalum Hook. fil. (3 spp.)
3. Henonia Moq. (1 sp.)
4. Celosia L. (43 spp.)
5. Hermbstaedtia Rchb. (15 spp.)